# 島津製作所
株式会社島津製作所（しまづせいさくしょ、英: Shimadzu Corporation）は、京都府京都市中京区に本社を置く、精密機器、計測器、医療機器、航空機器を製造する企業である。JPX日経インデックス400の構成銘柄の一つ。

## 事業内容
分析・計測機器
クロマトグラフ、光吸収分析装置、組成・表面分析装置、液体クロマトグラフ、ガスクロマトグラフ質量分析計、物性評価機器、非破壊検査機器、環境測定機器、電子天秤、光スペクトラムアナライザなどを製造している。
医用機器
デジタルX線システム、PETシステム、CTスキャナシステム、超音波診断システムなどの医用画像診断機器を幅広く提供している。
産業機器
半導体の製造装置をはじめ、液送機器、油圧機器などの各種産業機器を製造している。また、携帯電話やパソコンのキーデバイス製造に欠かせない成膜装置やターボ分子ポンプをはじめ、半導体や液晶パネルなどの品質管理を支える検査機器なども製造している。
航空機器
エア・マネジメント・システム、フライト・コントロール・システム、コックピット・ディスプレイ・システム、エンジン始動システム用機器、電子制御装置などを製造している。また、油圧・空気・燃料系用の各種航空機搭載機器の機能試験装置、 航空医学訓練装置などの地上支援機器も製造している。なお、ヘッドアップディスプレイの国内シェアは1位である。

## 沿革

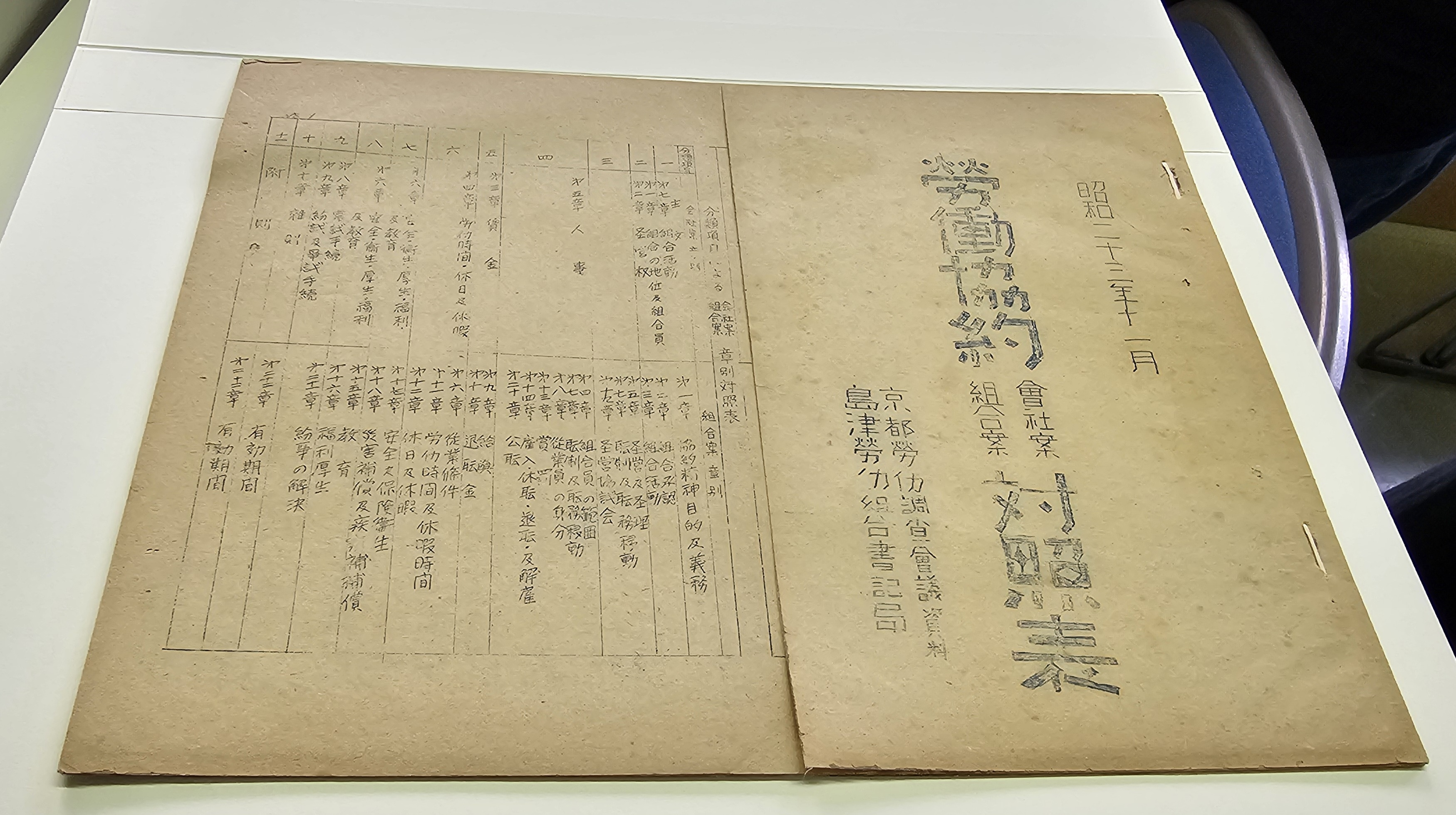
労働協約資料（エル・ライブラリー,大阪産業労働資料館）所蔵品。

- 1875年 - 初代島津源蔵により設立される。
- 1891年 - 標本の製作を開始。
- 1895年 - 蓄電池の製造開始。この蓄電池は、日露戦争の日本海海戦で活躍した三六式無線電信機にも使われた。
- 1909年 - 日本初の医療用X線装置を完成。
- 1917年 - 蓄電池部を分離し日本電池を設立、株式会社に改組。
- 1930年 - 紙ファイバー製のマネキン人形を完成。
- 1934年 - 日本初の分光写真器を完成。
- 1936年 - 航空機器の製造を開始。
- 1947年 - 日本初の電子顕微鏡の商品化。
- 1948年 - 標本部を分離し、京都科学標本を設立。
- 1956年 - 日本初のガスクロマトグラフを開発。
- 1969年 - 理化器械部を分離し、島津理化器械 を設立。(主に教育機関向け商品を扱う)
- 1975年 - 創業100周年を記念して島津創業記念資料館を開設。
- 1989年 - 英クレイトスグループを買収。
- 1995年 - 日本初の生体磁気計測装置を開発。
- 2002年 - 従業員の田中耕一がノーベル化学賞受賞。
- 2003年 - 直接変換方式フラットパネル検出器（FPD）を搭載した世界初のX線診断装置を開発。
- 2008年 - 天秤を製造して90周年を迎える。
- 2013年 - 防衛省から発注の航空機器事業部の業務において、水増し請求が発覚し、指名停止となる[3]。
- 2013年 - 京都府立体育館の命名権を取得。「島津アリーナ京都」の呼称が使用される[4]。
- 2017年 - 海上自衛隊のP-3など3機種の計30機の補助動力装置の修理において、仕様と異なる部品を取り付ける不正が発覚し、指名停止となる[5]。
- 2019年 - 京都府と「イノベーション都市」実現に向けた起業家育成などで協定締結[6]。
  - 中国に「中国イノベーションセンター」を設立
  - 本社・三条工場にヘルスケアR&Dセンターが開所
  - 韓国にShimadzu Scientific Korea Corporation を設立
  - アメリカのCore Medical Imaging, Inc.社を買収
- 2022年 - 日水製薬株式会社を子会社化。

## 歴代社長
- 初代 島津源蔵（創業者）
- 2代 島津源蔵：1917年 - 1939年
- 島津源吉：1939年 - 1945年
- 鈴木庸輔：1945年 - 1965年
- 三浦懋：1965年 - 1971年
- 上西亮二：1971年 - 1981年
- 横地節男：1981年 - 1986年
- 西八條實：1986年 - 1992年
- 藤原菊男：1992年 - 1998年
- 矢嶋英敏：1998年 - 2003年
- 服部重彦：2003年 - 2009年
- 中本晃：2009年 - 2015年
- 上田輝久：2015年 - 2022年
- 山本靖則：2022年 -

## 島津製作所の製品を扱う代理店例
- ユアサ商事[7]
- 明治電機工業[7]
- アズワン[7]
- 杉本商事[7]
- 西川計測[7]
- アバールデータ[7]

## 社章

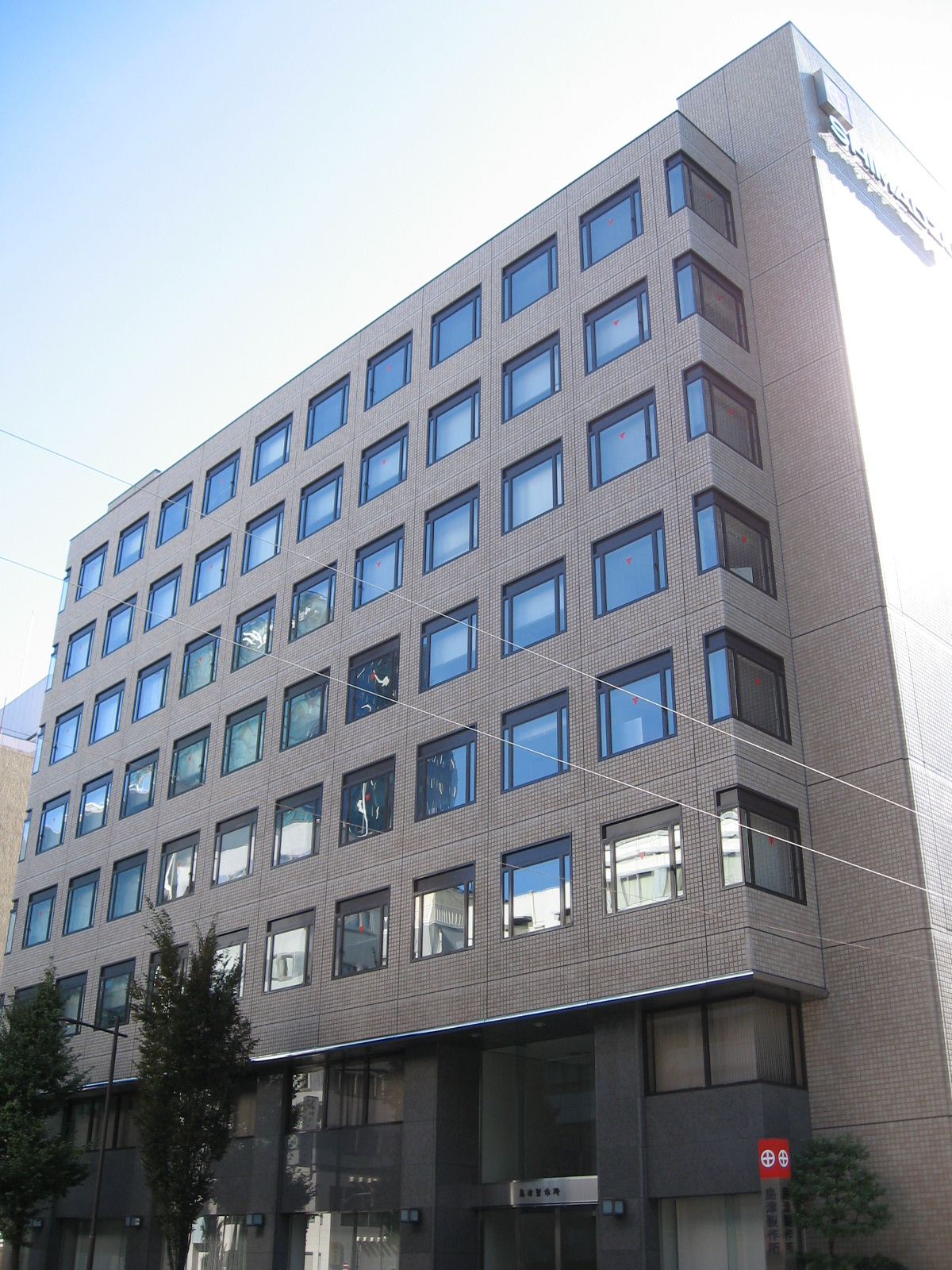
島津製作所東京支社（千代田区神田錦町）

現在の「丸に十の字」の社章は薩摩藩の島津家の家紋に由来するが、創業者の初代島津源蔵は京都の出身である。大名の島津家とは血縁がないが、創業者の祖先である井上惣兵衛尉茂一が島津義弘から家紋と「島津」の姓を与えられた。その時の経緯は以下の通り。
薩摩の島津義弘が、京都の伏見から帰国する途中、豊臣秀吉から与えられた播州姫路の領地に立ち寄った。その際、そこに住んでいた井上惣兵衛尉茂一は領地の検分などの世話をした。それに対する褒美として“島津”の姓と“丸に十の字（くつわ）の家紋”をもらった。
ちなみに、十字の線の太さは目の錯覚を考慮に入れ、丸の線の1.1倍と定められている。

## 不祥事
- 2013年1月25日、防衛省は、航空自衛隊のF-4戦闘機のレーダーディスプレーの修理契約など2件の契約について、島津製作所の三条工場が作業時間を水増しして、その分を防衛省に過大請求していたと発表した。調査で二重帳簿が見つかった。島津製作所は当初、防衛省の調査に応じようとせず、資料の提出なども拒否。防衛省は、他にも過大請求を行なっていた三菱電機などと比較しても、突出して悪質と批判。社長の中本晃は謝罪した[8]。
- 2017年6月9日、2005年～2014年にかけて、海上自衛隊のP-3など3機種の計30機の補助動力装置を修理した際に、仕様とは異なる部品を取り付けるなど不正をおこなったとして、防衛装備庁は3か月半の指名停止にした[5]。それによると、新しい部品に交換するところを廃棄予定の中古部品を使用する不適切な修理をしていた。島津製作所社内に「防衛省との契約で不適切なことが行われている」との匿名の届け出があったという[9]。
- 2017年9月、島津製作所の子会社「島津メディカルシステムズ」の社員が熊本県の公立病院に納入されていたX線を撮影する装置に一定時間が経過すると回路を遮断するタイマー[注釈 3] を保守点検の際に設置し、後日実際には故障していないにもかかわらず、X線が出なくなったため、病院側が修理を依頼し、約228万円を支払う不適切な行為があったと2022年8月に中日新聞から報じられた[10][11][12][13]。その後、島津製作所はこの様な行為が疑われる事例が計43件に上り、タイマー設置者も7人[注釈 4] 該当する可能性が高いことを2023年2月に明らかにした[14]。

## 社会貢献
- 公益財団法人島津科学技術振興財団 を通じて科学研究への助成や島津賞、島津奨励賞の授賞を行っている。
- 島津製作所本社の敷地に広がる「島津の森」は、生物多様性保全・回復の取り組みに対する第三者認証としてJHEP認証制度における最高ランク(AAA)を受けている[15] 。

## 提供番組
現在
- きょうと経済テラス キュンと!（KBS京都）

過去
- 中村敦夫のTHE・サンデー（日本テレビ）
- いい旅・日本（TBS）
- ニュースステーション（テレビ朝日）
- 石坂浩二の世界うらもおもても（朝日放送）
- 素敵にドキュメント（朝日放送）
- 世界一周双六ゲーム（朝日放送）
- 鳥人間コンテスト選手権大会（ytv・2018年） ほか

## テレビ番組
- 日経スペシャル カンブリア宮殿（テレビ東京）
  - 見えないものが見える! 測れる! ニッポンのものづくりを支える最先端の老舗企業（2015年2月26日）[16]
  - コロナに挑んだ100年のものづくり！（2020年6月18日）[17]

## 書籍

### 関連書籍
- 『仏具とノーベル賞 京都・島津製作所創業伝』（著者:鵜飼秀徳）（2020年9月7日、朝日新聞出版）ISBN 9784022517142